# Castello di Costa di Mezzate
Il castello di Costa di Mezzate o castello Camozzi Vertova edificato intorno all'anno 1000, si trova nell'omonimo comune, piccolo centro a circa 10 chilometri dal capoluogo Bergamo.

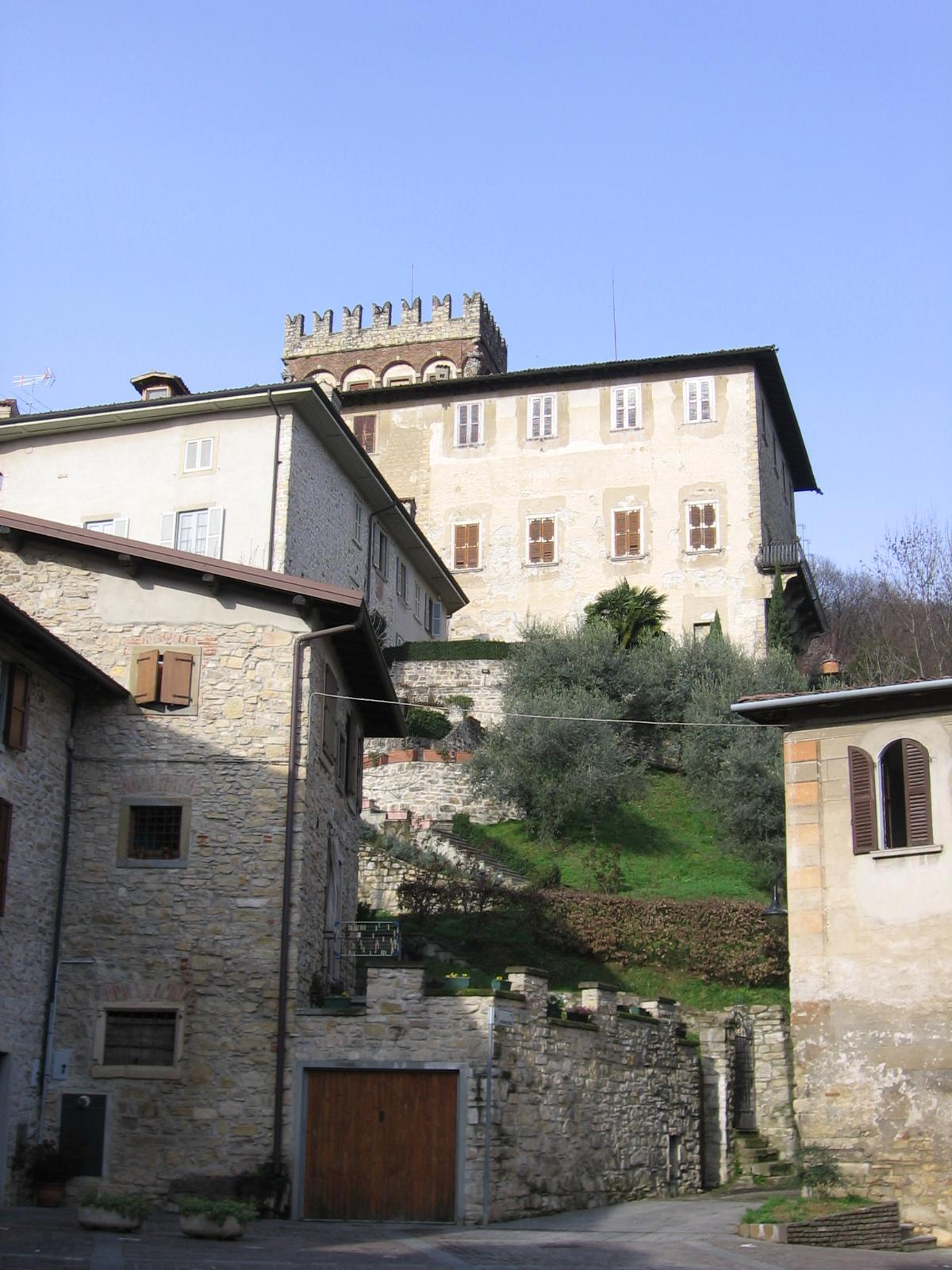
vista dal borgo

## Storia
I primi documenti che attestano l'esistenza del castello risalgono al 1160.
Il castello, fatto edificare dall'imperatore Ottone I, fu assegnato in seguito al ghibellino Alberto degli Albertonis de Capitaneis de Vertua, rappresentante della lega Lombarda a Lodi, firmatario della pace di Costanza e console di Bergamo nel 1190 dal comune di Bergamo, come era successo per altre famiglie che avevano combattuto e vinto la Battaglia di Legnano.
Nei secoli seguenti il castello fu al centro delle mire espansionistiche. Nel 1380 anche di Bernabò Visconti, duca di Milano, che però non riuscì a violare la fortificazione, come raccontato dallo storico Celestino Colleoni neppure dagli attacchi del condottiero Niccolò Piccinino posto a capo dell'esercito visconteo contro Francesco Gonzaga a capo della Serenissima.
Nel 1433, fu emanato un decreto della Repubblica di Venezia, che esentava per cinque anni da ogni carico reale, personale et misto quei di Bagnatica et Mezzate in riconoscimento della loro fedeltà et in riconoscenza delle sciagure sofferte".
Nei secoli successivi, il castello venne adibito a residenza della famiglia Camozzi-Vertova, attuali proprietari.
L'aspetto esterno dell'edificio fu rielaborato nel corso del Cinquecento, mentre gli interni furono completamente ristrutturati durante l'Ottocento.
Il castello attualmente non è visitabile.

## Struttura

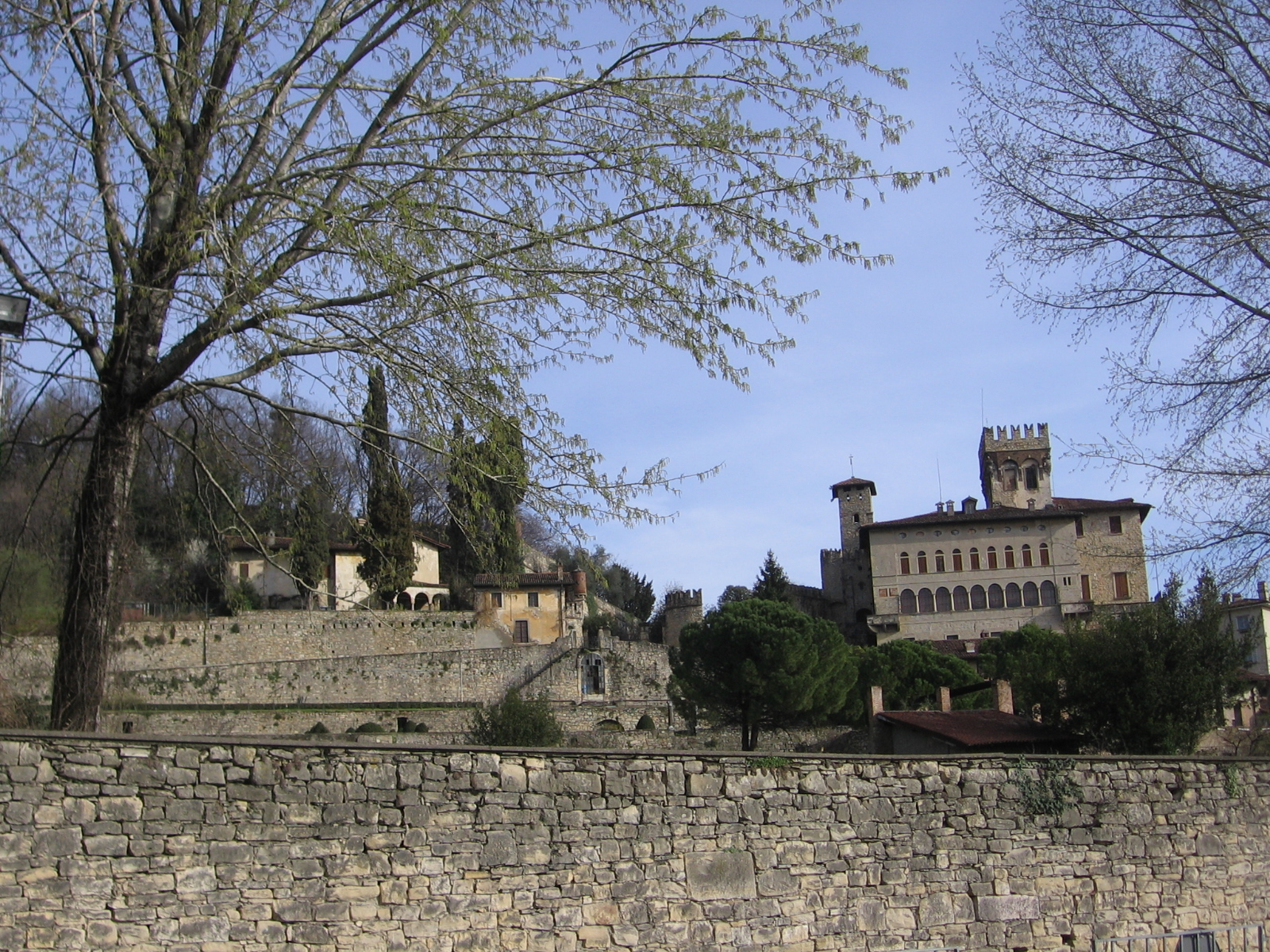
Vista del castello

Il castello, di sicura edificazione alto medioevale, si raggiunge che dalla strada che attraversa l'antico borgo fino alla cinta muraria esterna completa di feritoie e le rovine di due antiche torri cilindriche complete di merli a volo di rondine. La cinta muraria in pietra a vista era stata edificata per impedire l'arrampicata all'interno del complesso fortificato. La pietra si presenta scurita dal tempo ma mantiene la disposizione geometrica tipica del primo secolo del secondo millennio. 
Esternamente il castello si presenta con un grande giardino composto da alberi secolari a cui si accede attraverso una cancellata. 
La cinta muraria possiede torri angolari che garantivano un'ottima visuale durante i combattimenti. Pare che esistano tunnel sotterranei che collegano il Castello con altre dimore nei paesi limitrofi.
In epoca rinascimentale il castello ha subito alcune modifiche.
Lungo la cinta muraria si può trovare un secondo ingresso, su cui sono scolpite nella pietra le insegne araldiche della famiglia proprietaria, i Vertova. Un leopardo ed un'aquila, accompagnano il motto di tale casato: Honor et gloria.
All'interno si possono trovare numerosi dipinti ed affreschi di valore, tra i quali spicca un ciclo pittorico di Luigi Deleidi.

Un'epigrafe scolpita nella pietra reca le seguenti parole a ricordo del capostipite della famiglia Alberto degli Albertoni dei Capitani di Vertova: